# دیفن‌هیدرامین
دیفن‌هیدرامین (به انگلیسی: Diphenhydramine) یک آنتی هیستامین است که عمدتاً برای درمان آلرژی استفاده می‌شود. همچنین می‌تواند برای بی خوابی، علائم سرماخوردگی، لرزش در پارکینسونیسم و حالت تهوع استفاده شود. از طریق دهان، تزریق داخل ورید، تزریق در عضله یا روی پوست استفاده می‌شود. حداکثر اثر معمولاً حدود دو ساعت پس از دوز است و اثرات آن می‌توانند تا هفت ساعت ادامه داشته باشند.
عوارض جانبی شایع شامل خواب آلودگی، هماهنگی ضعیف و ناراحتی معده است. استفاده از آن در کودکان خردسال یا افراد مسن توصیه نمی‌شود. هنگام استفاده در دوران بارداری، خطر آشکاری وجود ندارد. با این حال، استفاده در دوران شیردهی توصیه نمی‌شود. این یک نسل اول آنتی هیستامین و اتانولامین H1 است و با جلوگیری از اثرات خاص هیستامین کار می‌کند. دیفن هیدرامین نیز آنتی کولینرژیک است.
دیفن هیدرامین نخستین بار توسط جورج ریوزل ساخته شد و در سال ۱۹۴۶ مورد استفاده تجاری قرار گرفت. این دارو به عنوان یک داروی عمومی در دسترس است. این دارو با نام تجاری بنادریل و غیره فروخته می‌شود. در سال ۲۰۱۷، این دارو با بیش از دو میلیون نسخه، ۲۴۱مین داروی رایج در ایالات متحده بود.
این دارو به صورت قرص، شربت و آمپول تولید می‌شود.

## موارد مصرف
دیفن هیدرامین در درمان‌علامتی رینیت آلرژیک، رینیت وازوموتور، کهیر، سرفه، تهوع (آبریزش بینی) و استفراغ ناشی از مسافرت یا حرکت، به عنوان یک خواب‌آور ملایم، مسکن آرام و درمان علامتی پارکینسون و واکنش‌های اکستراپیرامیدال به کار می‌رود.

## آلرژی
دیفن هیدرامین در درمان آلرژی مؤثر است. از سال ۲۰۰۷ ، آنتی هیستامین بیشترین مورد استفاده برای واکنش‌های آلرژیک حاد در بخش اورژانس بود.
با تزریق اغلب علاوه بر اپی نفرین برای آنافیلاکسی استفاده می‌شود، اگرچه تا سال ۲۰۰۷ استفاده از آن برای این منظور به درستی مطالعه نشده‌است. استفاده از آن فقط در صورت بهبود علائم حاد توصیه می‌شود.

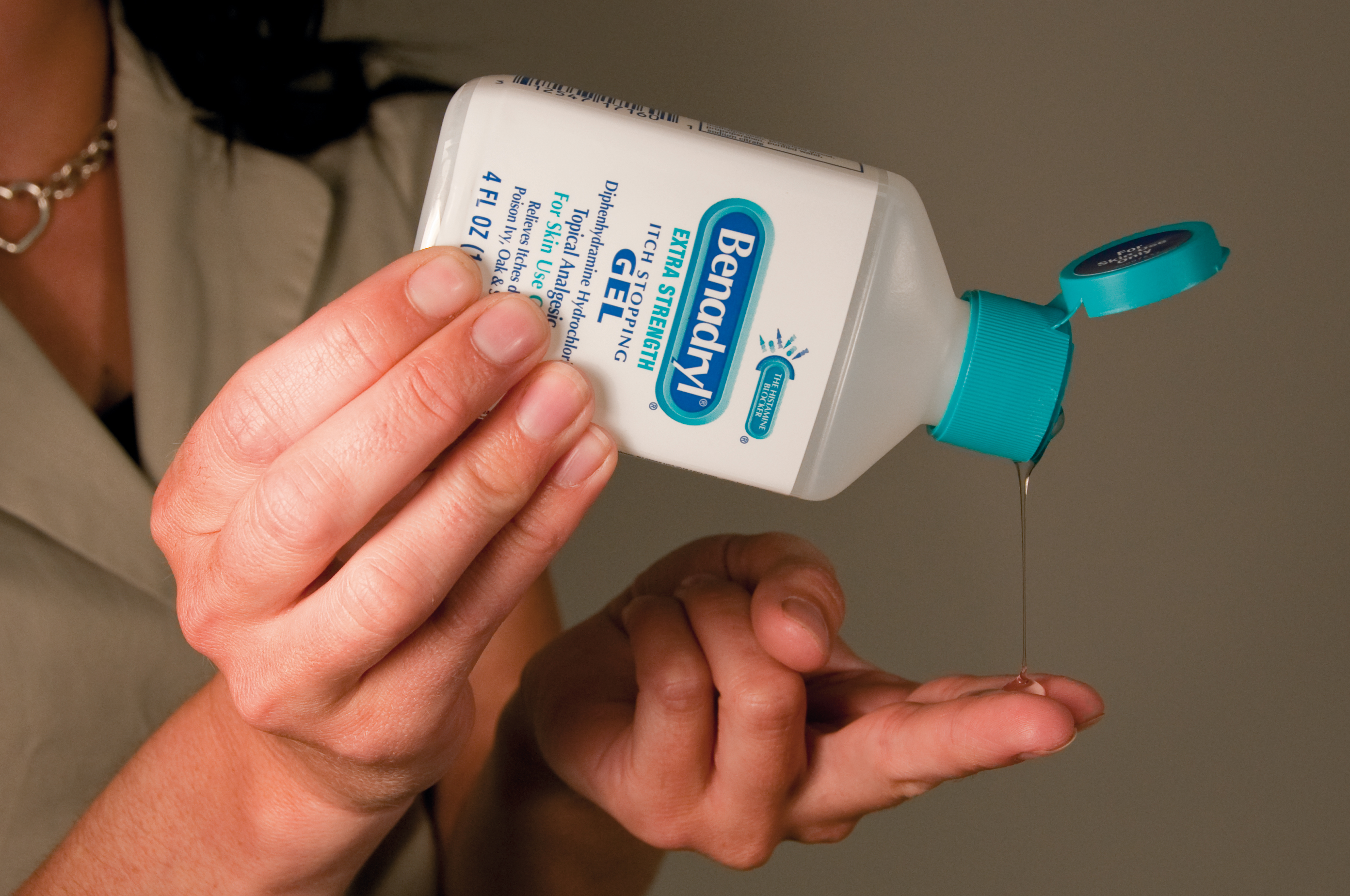
یک بطری دیفن هیدرامین موضعی «ژل متوقف کننده خارش»

فرمولاسیون موضعی دیفن هیدرامین از جمله کرم، لوسیون، ژل و اسپری موجود است. این موارد برای تسکین خارش استفاده می‌شوند و این مزیت را دارند که اثرات سیستمیک کمتری (به عنوان مثال خواب آلودگی) نسبت به فرم‌های خوراکی ایجاد می‌کنند.

## مکانیسم اثر
اثر ضد آلرژی این دارو به علت رقابت با هیستامین برای اتصال به گیرنده‌های H۱ است. اثر ضد استفراغ و ضد سرگیجه آن را می‌توان به اثر ضد موسکارینی آن ارتباط داد. اثر ضد سرفه دیفن هیدرامین به علت اثر مستقیم بر مرکز سرفه در بصل‌النخاع است. این دارو بر گیرنده‌های H۱ مغز اثر گذاشته موجب اثرات خواب‌آور می‌گردد.

## فارماکوکینتیک
این دارو از راه خوراکی به خوبی جذب می‌شود. زمان شروع اثر آن ۶۰–۱۵ دقیقه است. دفع آن کلیوی است و اغلب به صورت متابولیت طی ۲۴ ساعت دفع می‌گردد.

## سوء مصرف
از این دارو که می‌تواند اثر هذیان‌آور داشته باشد، به صورت منفرد یا همراه با دیگر مخدرها به عنوان یک سایکواکتیو تفریحی استفاده می‌شود.

## جامعه و فرهنگ
دیفن هیدرامین به دلیل عوارض جانبی بالقوه جدی و اثرات سرخوشی محدود، پتانسیل سوء مصرف محدودی در ایالات متحده دارد و یک ماده کنترل شده نیست. از سال ۲۰۰۲، FDA ایالات متحده هشدار برچسب زدن خاصی را در مورد استفاده از محصولات متعدد حاوی دیفن هیدرامین الزامی کرده‌است. در برخی از حوزه‌های قضایی، دیفن هیدرامین اغلب در نمونه‌های پس از مرگ جمع‌آوری شده در طول بررسی مرگ ناگهانی نوزاد وجود دارد. دارو ممکن است در این رویدادها نقش داشته باشد.
دیفن هیدرامین یکی از مواد ممنوعه و کنترل شده در جمهوری زامبیا است و به مسافران توصیه می‌شود این دارو را وارد کشور نکنند. چندین آمریکایی توسط کمیسیون اجرای مواد مخدر زامبیا به دلیل داشتن بنادریل و سایر داروهای بدون نسخه حاوی دیفن هیدرامین بازداشت شده‌اند.
در ایران دیفن هیدرامین به راحتی در دسترس است و فروش آن نیز آزاد است.

## عوارض جانبی
عوارض شایع این دارو عبارتند از گیجی، سردرد، بدخلقی و عوارض سایکوموتور، عوارض ضد موسکارینی مانند خشکی دهان، تاری دید، دوربینی و عوارض دستگاه گوارشی.
در پورفیریا نباید استفاده گردد. این دارو همچنین به شدت خواب‌آور می‌باشد.